# Herbert Joseph Larkin
Herbert Joseph »Jimmy« Larkin, avstralski častnik, vojaški pilot in letalski as, * 8. oktober 1894, Brisbane, † 10. junij 1972, St. Martins, Kanalski otoki.  	
Stotnik Larkin je v svoji vojaški karieri dosegel 11 zračnih zmag.

## Odlikovanja
- Distinguished Flying Cross (DFC)
- Croix de Guerre